# Pepper Schwartz

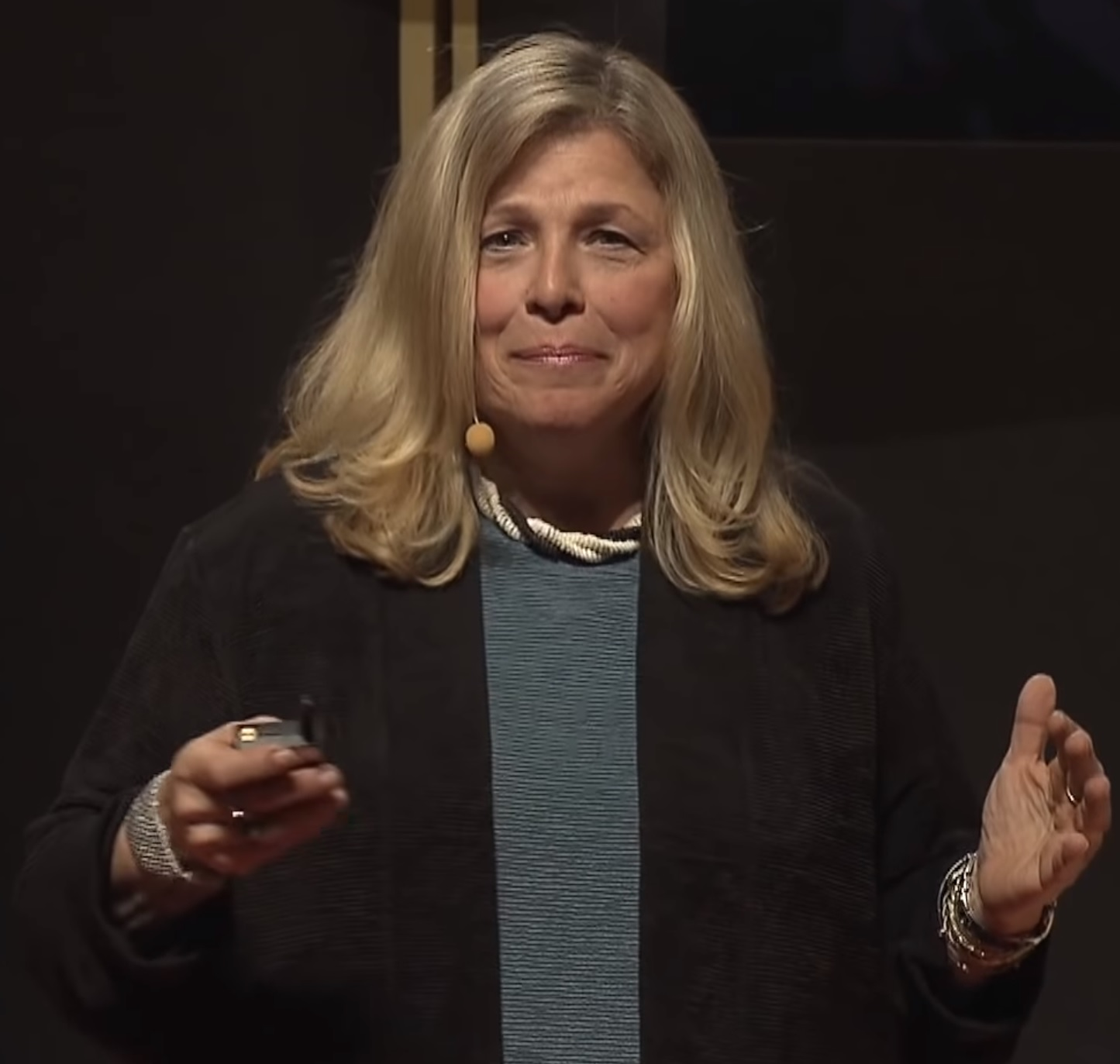
Pepper Schwartz (2011)

Pepper Schwartz (* 11. Mai 1945 in Chicago) ist eine US-amerikanische Soziologin und Sexualwissenschaftlerin. Sie ist Professorin an der University of Washington in Seattle und als Autorin vieler wissenschaftlicher und populärwissenschaftlicher Schriften über Familie, Liebe und Sexualität bekannt. Sie ist zudem Beraterin und Kommentatorin in Fernseh- und Radiosendungen und Publikumszeitschriften.
Schwartz hat einen Bachelor- und einen Master-Abschluss der Washington University in St. Louis und einen weiteren Master- sowie einen Doktortitel (Ph.D., 1974) im Fach Soziologie der Yale University.
Sie war 1992/183 Präsidentin der der Society for the Scientific Study of Sexualities (SSS) und  Präsidentin der Pacific Sociological Association. Die American Sociological Association zeichnete sie für ihre Verdienste um die Öffentliche Soziologie aus.

## Schriften (Auswahl)
- Mit Lana Staheli: Snap strategies for couples. 40 fast fixes for everyday relationship pitfalls. Seal Press, Berkeley 2015, ISBN 978-1-58005-562-8.
- Dating after 50 for dummies. John Wiley and Sons, Hoboken 2014, ISBN 978-1-118-44132-9.
- Mit Janet Lever: Getaway guide to the great sex weekend. Worldwide Romance Publications, Seattle 2012, ISBN 978-0-9855210-0-4.
- Prime. Adventures and advice on sex, love, and the sensual years. Collins, New York 2007, ISBN 978-0-06-117358-5.
- Finding your perfect match. Perigee Book, New York 2006, ISBN 0-399-53244-7.
- The lifetime love and sex quiz book. Hyperion, New York 2002, ISBN 0-7868-8748-6.
- Everything you know about love and sex is wrong. Twenty-five relationship myths redefined to achieve happiness and fulfillment in your intimate life. Putnam, New York 2000, ISBN 0-399-14655-5.
- Mit Dominic Cappello: Ten talks parents must have with their children about sex and character. Hyperion, New York 2000, ISBN 0-7868-8548-3.
- Mit Virginia Rutter: The gender of sexuality. Pine Forge Press, Thousand Oaks 1998, ISBN 0-8039-9042-1.
- Peer marriage. How love between equals really works. Maxwell Macmillan International, New York 1994, ISBN 0-02-931715-0.
- Research on Relationships, in: Bennett M. Berger (Hrsg.): Authors of their own lives : intellectual autobiographies by twenty American sociologists, Berkeley : University of California Press, 1990, S. 363–380